# Léo Scheer
Pour les articles homonymes, voir Léo Scheer (homonymie) et Scheer (homonymie).
Léo Scheer, né le 29 mai 1947 dans le camp de réfugiés de Pöcking au sud de Munich (Allemagne) et mort le 4 mai 2024 à Neuilly-sur-Seine, est un éditeur, sociologue, producteur de télévision et écrivain français d'origine juive polonaise. Il a créé les Éditions Léo Scheer en 2000.

## Biographie

### Jeunesse
Léo Scheer est issu d'une famille juive polonaise. Ses parents, un tailleur et une corsetière, ont survécu au ghetto de Cracovie et à un exil en Sibérie. Il naît en 1947, peu après la Seconde Guerre mondiale, en Allemagne, dans un camp de réfugiés. La famille déménage à Paris.
Adolescent, Léo Scheer appartient au SKIF, mouvement de jeunes trotskistes juifs. Ils se retrouvent au 110, rue Vieille-du-Temple à Paris chaque semaine, et au château de La Villette à Corvol-l'Orgueilleux durant les vacances scolaires, dans la Nièvre. Entré à l'âge de huit ans, il quitte ce militantisme à l'âge de treize ans pour rejoindre la Fédération anarchiste, qu'il abandonnera à dix-huit ans ainsi que tout engagement politique.
En 1968, il participe au mouvement du 22 Mars à la Sorbonne, où il termine sa licence de sociologie. Jusque là réfugié apatride, il est naturalisé français à sa majorité, le 29 mai 1968.

### Carrière
Léo Scheer étudie à l'Institut d'études politiques de Paris. En 1972, il obtient un doctorat en sociologie.
De 1969 à 1980, il dirige le programme interministériel de recherche en sciences sociales (chargé de mission au ministère de l'Équipement et au commissariat du Plan). En parallèle, il participe à la création de l'Institut de recherche et d'informations socio-économiques (IRIS) de l'université Paris-Dauphine, dirigé par Jacques Attali et Marc Guillaume, de 1974 à 1981, participant au groupe de réflexion des Cahiers de l'IRIS, avec Jean-Hervé Lorenzi, Erik Orsenna et Henri de Bodinat, organisant les réunions mensuelles du groupe de réflexion autour de François Mitterrand, dont étaient membres Michel Rocard et Jacques Delors. Durant cette même période, il enseigne également la sociologie à l'ENA et à Polytechnique, ainsi qu'à l'école des Ponts et Chaussées. Il participe aussi au service du Plan chargé de la réforme administrative.
Léo Scheer quitte l'administration et la recherche en 1980 et, de 1980 à 1984, il occupe le poste de directeur du développement et de directeur de cabinet du président du groupe Havas, où il conçoit et développe le projet de Canal+,. Entre 1984 et 1988, il devient directeur du développement du groupe Publicis, où il conçoit et dirige TV6 (1986-1987), la première version de la 6e chaîne nationale de télévision en clair, avant d'être remplacée par M6.
Il devient ensuite consultant en développement de nouveaux médias (de 1988 à 1999), en particulier pour le gouvernement luxembourgeois (SES S.A. société gérant le système de satellites luxembourgeois) et pour l'Aérospatiale (Internet à haut débit par satellite). Membre de la mission des autoroutes de l'information, et de la commission Campet chargée de la réforme de l'audiovisuel public, il a également été producteur sur Antenne 2, avec Nathalie Rheims, de l'émission Haute Curiosité présentée par Maurice Rheims et Claude Sérillon (1987-1991) et de trois documents de 90 minutes consacrés à Picasso, Van Gogh et Andy Warhol.

#### Éditeur
En 2000, Léo Scheer crée les Éditions Léo Scheer, puis la galerie Léo Scheer en 2002. L'année suivante, il reprend les Éditions réticulaires (magazine Chronic'art et site Internet chronic'art.com).
En 2001, les Éditions Léo Scheer lancent la revue Cinéma, dirigée par Bernard Eisenschitz et en 2004, La Revue littéraire, dont Richard Millet sera le rédacteur en chef de 2014 à 2019, sous la direction d'Angie David, devenue entre-temps directrice générale des Éditions Léo Scheer.

### Mort
Léo Scheer meurt le 4 mai 2024 dans un hôpital parisien,.

### Vie privée
Léo Scheer a été marié à Nathalie Rheims.
Il vivait rue de l'Arcade (Paris), où se trouvait également sa maison d'édition.

## Publications
- 1978 : La Société sans maître : Essai sur la société de masse, Éditions Galilée, coll. « L'Espace critique », 124 p.  (ISBN 2-7186-0093-4).
- 1994 : La Démocratie virtuelle, Flammarion, 154 p.  (ISBN 2-08-067003-4).
- 1998 : L'Hypothèse de la singularité, Éditions Sens et Tonka, coll. « L'ombre du zèbre... n'a pas de rayures » (no 3), 70 p.  (ISBN 2-910170-64-0).
- 1998 : Pour en finir avec la société de l'information : Le Cas Clinton, Éditions Sens et Tonka, coll. « L'ombre du zèbre... n'a pas de rayures » (no 6), 45 p.  (ISBN 2-910170-80-2).
- 2007 : Gilgamesh, Éditions Léo Scheer, 150 p.  (ISBN 2-7561-0068-4) ; rééd. 2008, Librio (no 868), 77 p.  (ISBN 978-2-290-00863-8), repris en Librio.
- 2011 : Traité de savoir vivre à l'usage des jeunes générations de blogueurs, éditions Léo Scheer.
- 2014 : Quand les tontons flingueurs rencontrent les bronzés : la folle invention de Canal+, éditions Michel Lafon  (ISBN 978-2-7499-2395-6).
- 2016 : TV6, la plus jeune des télés, éditions Léo Scheer, 144 p.  (ISBN 978-2-7561-1110-0).
- 2023 : Manifeste du Parti anarchiste, éditions Léo Scheer.